# Kaya Kazuma
Kaya Kazuma, född 19 november 1996 i Chiba, är en japansk gymnast.

## Karriär
Vid olympiska sommarspelen 2020 tog han silver i lagtävlingen och brons i bygelhäst. Vid världsmästerskapen i artistisk gymnastik 2023 och 2015 ingick han i det japanska laget som tog guld. Vid VM 2021 tog han silver i bygelhäst och vid VM 2022 tog han silver i lagtävlingen.